# Reem Abdullah
Reem Abdullah, pseudonimo di Norah Al Shibani (in arabo  ريم عبد الله‎?; 20 febbraio 1987), è un'attrice saudita.
Ha lavorato con i comici Nasser Al Qasabi e Abdullah Al-Sadhan nella serie televisiva del 2007 Tash Ma Tash. Nel 2012 è stata scelta dal regista saudita Haifa Al-Mansour per il film La bicicletta verde (Wadjda).

## Lavori televisivi e cinematografici

### Serie TV
- Tash ma tash (2007-2009)
- Beni w beni (2008-2009)
- klna ayal quraya'' (2008)
- Haitan w zaeab (2010)
- Homrai El-Sahar 4 (2012)
- Alasouf (2018-2019)
- indma yktml alqamar pt1 (2019)
- indma yktml alqamar pt2 (2021)
- Marzouka (2022)
- La pupilla dei tuoi occhi (2023)
- Al Sharar (da definire)

### Film
- La bicicletta verde (2012)